# Cyrus Young
Cyrus J. Young (23. července 1928 Modesto – 6. prosince 2017) byl americký atlet, olympijský vítěz v hodu oštěpem z roku 1952.

## Sportovní kariéra
Jde o prvního a dosud jediného olympijského vítěze v hodu oštěpem z USA. Zvítězil na olympiádě v Helsinkách v roce 1952. Při obhajobě titulu o čtyři roky později vytvořil v olympijské kvalifikaci v Melbourne olympijský rekord výkonem 74,76 m, ve finále však obsadil až 11. místo. Jeho osobní rekord měl hodnotu 78,12 m.